# Via Taddea

Via Taddea è una strada del centro storico di Firenze, che va da via Panicale a via de' Ginori.

## Storia
La strada anticamente si chiamava via di Sant'Orsola (dal convento di Sant'Orsola), poi via del Bisogno. Il nome attuale deriva dalla famiglia Taddei, che all'angolo con via de' Ginori (al civico 15 della stessa) aveva il proprio palazzo, dove soggiornò anche Raffaello Sanzio ospite di Taddeo Taddei. Anche l'edificio oggi noto come Palazzo Tolomei Biffi, al civico 19 della via de' Ginori, appartenne anticamente alla medesima famiglia. 
Il tabernacolo di Antonio Sogliani in via Taddea è stato nel XX secolo all'origine di un equivoco: ignorando lo spostamento che subì nel XIX secolo da un lato della strada all'altro, per decisione dell'allora proprietario di palazzo Taddei di origine ebraica, e seguendo alla lettera le indicazioni di Vasari, si individuò erroneamente come residenza di Taddeo Taddei l'edificio all'angolo nord, mentre in realtà era quello sul lato sud (cioè Palazzo Taddei). A testimonianza dell'equivoco resta ancora oggi la targa che ricorda il soggiorno di Raffaello erroneamente posizionata sulla casa opposta, al civico 17 della via de' Ginori. 
Nel 1921 si trovava al civico 2 di via Taddea il sindacato dei ferrovieri e qui venne ucciso durante un'aggressione fascista il giornalista e sindacalista Spartaco Lavagnini, come ricorda una targa.

## Monumenti
Sulla strada si affacciano lateralmente alcuni palazzi che hanno la facciata su via de' Ginori, come i già citati palazzo Taddei e la casa confinante col palazzo Tolomei-Biffi. Poco più avanti si trova il palazzo con la targa che ricorda l'uccisione di Spartaco Lavagnini. Il palazzetto de' Serragli è caratterizzato da un piccolo avancorpo con loggetta verso via Rosina: in epoca di Risanamento era stato proposto di abbattere questa struttura per ampliare la strada, ma fortunatamente non se ne fece niente. 
Poco più avanti si trova la struttura che più caratterizza la seconda metà di questa strada, l'ex-convento di Sant'Orsola, sconsacrato nel 1810 e destinato a manifattura tabacchi. Dopo decenni di grave abbandono oggi la sua mole lugubre, ingabbiata in un intonaco di cemento con le finestre tamponate, caratterizza negativamente tutta questa area del centro, in attesa di un recupero il cui progetto esisterebbe già, ma non è ancora stato attivato. 
Un'altra lapide nella strada (al 21) ricorda la casa dove nacque Carlo Lorenzini, autore di Pinocchio.